# Myrmarachne ichneumon
Myrmarachne ichneumon är en spindelart som först beskrevs av Simon 1885 [1886.  Myrmarachne ichneumon ingår i släktet Myrmarachne och familjen hoppspindlar. Inga underarter finns listade i Catalogue of Life.